# ووگانگ
ووگانگ (به صربی: Voganj) یک منطقهٔ مسکونی در صربستان است که در Ruma municipality واقع شده‌است. ووگانگ ۳۶٫۹ کیلومتر مربع مساحت و ۱٬۵۰۶ نفر جمعیت دارد و ۹۷ متر بالاتر از سطح دریا واقع شده‌است.